# 圣母大学爱尔兰战士美式足球队

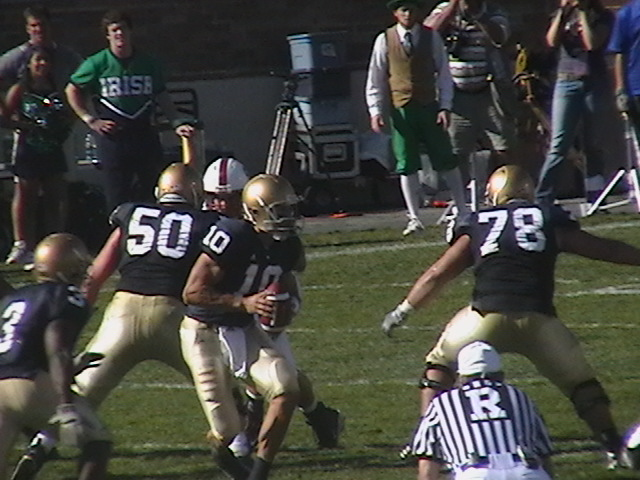
比赛中的圣母大学爱尔兰战士队

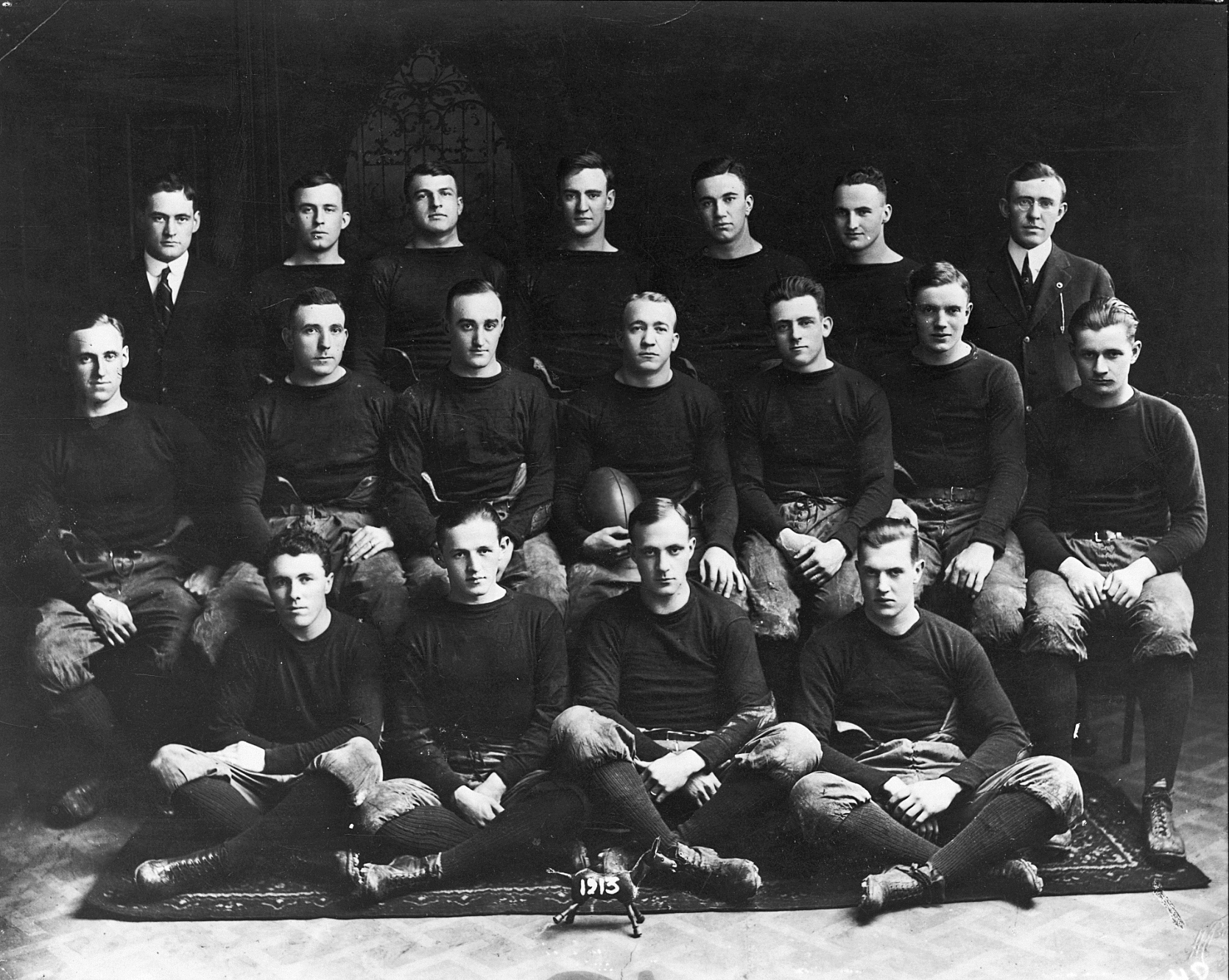
1913年圣母大学爱尔兰战士队

圣母大学爱尔兰战士美式足球队（英語：Notre Dame Fighting Irish football）是代表美国印第安纳州圣母大学的美式足球运动队。圣母大学队是目前参与国家大学体育协会（NCAA）第一级别美式足球碗赛分区（FBS）的四支独立球队之一。不过球队每年会和大西洋沿岸联盟的学校进行五场比赛，而学校在除美式足球与冰球外的其他项目中都是属于大西洋沿岸联盟的成员。
圣母大学美式足球队是美国大学体育运动中最具代表性也最为成功的队伍之一。球队共拥有13个获NCAA认可的全国冠军头衔，在NCAA时代里的FBS球队中排在第二。圣母大学共有创纪录的七位球员曾获得过海斯曼杯，而其历史上涌现出的97位多数意见全美第一阵容（consensus All-American）球员、33位一致意见全美第一阵容（unanimous All-American）球员以及50位大学美式足球名人堂成员皆为NCAA历史纪录。同时，队史上共有486位球员在美国全国橄榄球联盟选秀中被选中，这一成绩也仅次于南加州大学特洛伊人队。
自1991年起，圣母大学的所有主场比赛都由NBC体育直播，使之成为唯一一所获得类似转播合同的学校。此外，学校还是唯一一所参与冠军碗系列赛的独立学校，并拥有大学美式足球中最大的球迷群体之一。这些因素使圣母大学队成为了全美最具价值的美式足球队之一，也使其能够脱离任何联盟而保持独立。

## 全国冠军
- 圣母大学获得过8次由美联社或教练选出的全国冠军头衔，这一成绩在后1936投票年代中排名第二。[8]
- 圣母大学还声称获得过前投票时代的3个全国冠军，从而学校总共声称拥有11个全国冠军头衔。不过圣母还常被认为获得过13次全国冠军，多出的两次为1938赛季与1953赛季。1938赛季中，迪克森系统（英语：Dickinson System）将圣母（8胜1负）评为全国冠军，而美联社则将冠军头衔颁给了德克萨斯基督教大学（11胜0负）。1958赛季中，除了美联社与合众国际社（教练）外都选择保持不败的圣母大学（9胜0负1平）为冠军，而美联社与合众国际社则将马里兰大学淡水龟队评为冠军、圣母则位列第二。由于圣母大学的政策为在后1936年代仅认可美联社与教练的评选，故学校官方并没有认可1938与1953两个赛季的冠军。[9][10]
- NCAA并没有认可1938、1953年的冠军，但承认圣母在1919、1964年的冠军，从而NCAA总共承认圣母大学的13次全国冠军（1919年、1924年、1929年、1930年、1943年、1946年、1947年、1949年、1964年、1966年、1973年、1977年、1988年）。[11]
- 此外，圣母大学还在另外九个赛季中在至少一家评选中被评为全国冠军：1920年、1927年、1938年、1953年、1967年、1970年、1989年、1993年。[12][13]

以下为圣母大学官方认可的11次全国冠军：
| 年份       | 教练           | 评选              | 战绩  | 碗赛       |
| ---------- | -------------- | ----------------- | ----- | ---------- |
| 1924年     | Knute Rockne   | 赫姆斯、CFRA、NCF | 10–0  | 赢得玫瑰碗 |
| 1929年     | Knute Rockne   | 赫姆斯、CFRA, NCF | 9–0   | –          |
| 1930年     | Knute Rockne   | 赫姆斯、CFRA, NCF | 10–0  | –          |
| 1943年     | Frank Leahy    | 美联社            | 9–1   | –          |
| 1946年     | Frank Leahy    | 美联社            | 8–0–1 | –          |
| 1947年     | Frank Leahy    | 美联社            | 9–0   | –          |
| 1949年     | Frank Leahy    | 美联社            | 10–0  | –          |
| 1966年     | Ara Parseghian | 美联社、教练      | 9–0–1 | –          |
| 1973年     | Ara Parseghian | 美联社            | 11–0  | 赢得砂糖碗 |
| 1977年     | Dan Devine     | 美联社、教练      | 11–1  | 赢得棉花碗 |
| 1988年     | Lou Holtz      | 美联社、教练      | 12–0  | 赢得喜庆碗 |
| 全国冠军数 | 全国冠军数     | 全国冠军数        | 11    | 11         |